# 帕特里夏·希尔·柯林斯

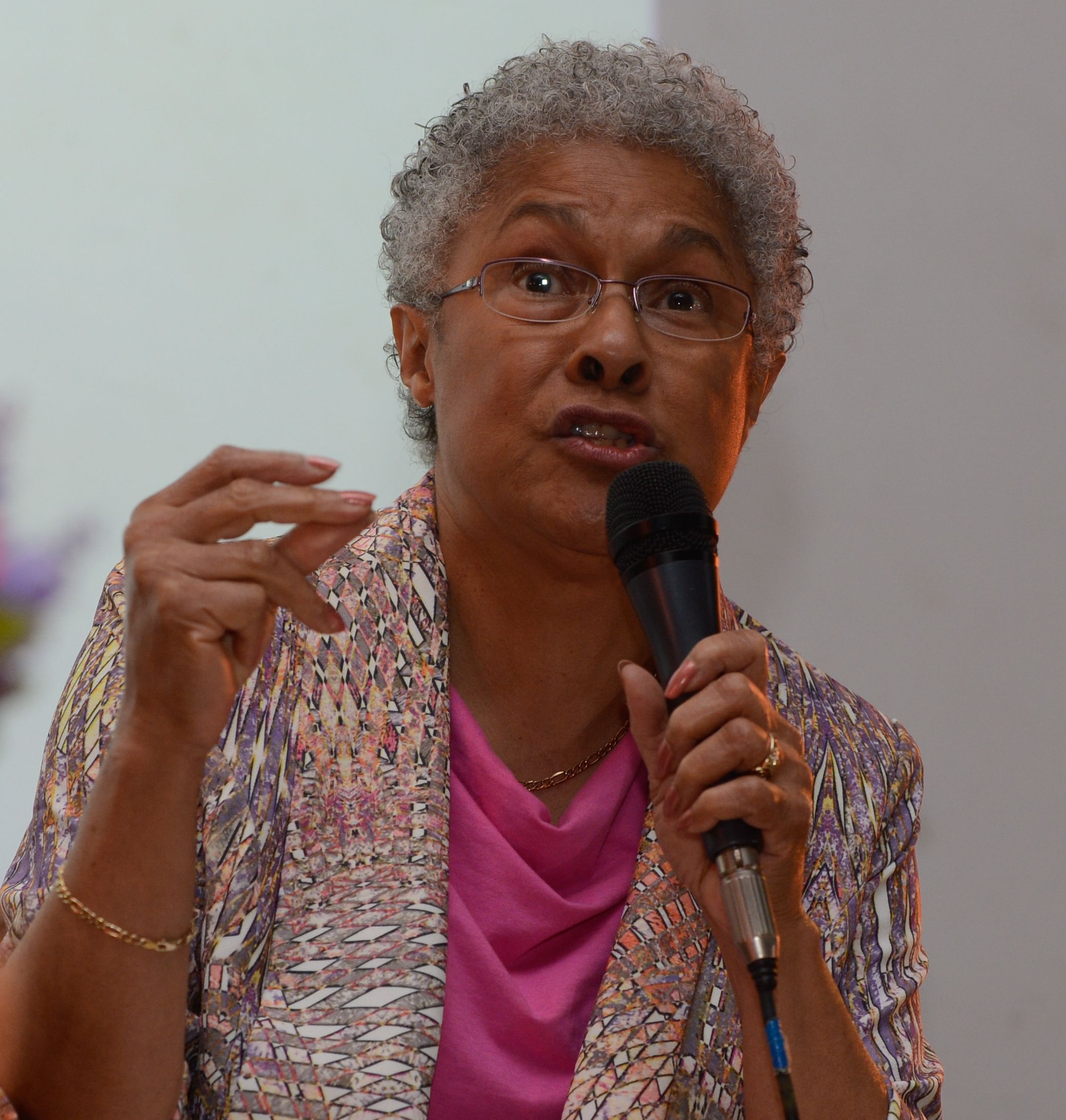
帕特里夏·希尔·柯林斯

帕特里夏·希尔·柯林斯（Patricia Hill Collins，1948年5月1日—）是一位专门研究种族、阶级和性别的美国学者。她主要关注非裔美国人群体中的种族、性别和社会不平等问题。  她還是美国社会学协会第一位非裔女性主席。 